# Катарина фон Мансфелд-Хинтерорт
Катарина фон Мансфелд-Хинтерорт (на немски: Katharina von Mansfeld-Hinterort; * 1520 или 1521; † 26 май 1582) е графиня от Мансфелд-Хинтерорт и чрез женитба графиня на Мансфелд-Айзлебен.
Тя е дъщеря на граф Албрехт VII фон Мансфелд-Хинтерорт (1480 – 1560) и съпругата му графиня Анна фон Хонщайн-Клетенберг (ок. 1490 – 1559), дъщеря на Ернст IV фон Хонщайн-Клетенберг и Фелицитас фон Байхлинген.
Катарина фон Мансфелд-Хинтерорт умира на 26 май 1582 г. и е погребана в Св. Андреас, Айзлебен.

## Фамилия
Катарина фон Мансфелд-Хинтерорт се омъжва 1541 г. за граф Йохан Георг I фон Мансфелд-Айзлебен (* 1515; † 14 август 1579 в Дрезден), син на граф Ернст II фон Мансфелд-Фордерорт (1479 – 1531) и втората му съпруга Доротея фон Золм-Лих (1493 – 1578). Те имат 12 деца:
- Филип (1542 – 1564)
- Ернст (IV/III) (1544 – 1609), 1579 г. последва баща си
- Мария (1545 – 1588/1600), омъжена I. на 1 септември 1560 г. в Айзлебен за граф Адолф фон Сайн (1538 – 1568); II. пр. 1574 г. за фрайхер Петер Ернст I фон Крихинген (1547 – сл. 1607)
- Анна (ок. 1560 – 1621), омъжена на 15 декември 1560 г. в замък Мансфелд за граф Йохан Филип I фон Лайнинген-Дагсбург-Харденбург (1539 – 1562)
- Агнес (1551 – 1637), омъжена на 2 февруари 1583 г. в Бон за Гебхард I фон Валдбург (1547 – 1601), архиепископ на Кьолн
- Доротея (1552/55 – 1601), омъжена 1581 г. за граф Йохан Кристоф фон Даун-Грумбах (1555 – 1585)
- Хойер Христоф (1554 – 1587)
- Катарина (1555 – 1637), омъжена 1577 г. за Карел з Вартемберка (+ 1612)
- Петер Ернст (1556 – 1587)
- Йобст (1558 – 1619), (от 1561 сляп), граф на Мансфелд-Айзлебен, женен 1592 г. за Анна фон Кьонитц († 1637)
- Естер († сл. 1605), омъжена пр. 22 септември 1592 г. за фрайхер Георг II фон Крихинген-Пютлинген († 1607)
- Сибила (1560 – ?), омъжена за Адам фон Славата